# Wettin
Els Wettin fou un llinatge alemany, el territori inicial de la qual fou el comtat de Grabfeld o Grabfeldgau.

## Primers comtes
El primer comte conegut, Burkhard, es titulava marcgravi de Soràbia. El títol de comte de Wettin apareix el segle X amb referència a un castell del llinatge. Dedi fou comte al Hessen o Hessegau i el llinatge apareix en possessió de petits feus fins a Dietrich II que va rebre l'important marcgraviat de la Baixa Lusàcia (Niederlausitz), i el seu fill Dedi II rebé a més a més l'administració de la Marca de Meissen el 1068 que apareix ja en possessió plena amb el seu fill Enric I el vell, però que el fill d'aquest, Enric II el Jove va perdre enfront del seu parent Conrad el Gran, fill de Thiemo, germà de Dedi II que havia inaugurat una línia a Wettin, Brehna i altres llocs.

## El Wettin a Lusàcia i Meissen
Conrad va reunir un gran patrimoni però a la seva mort va repartir l'herència en els seus tres fills: el més gran, Otó, va rebre Meissen; Dièteric va rebre el Landsberg; i Dedi V va rebre la Baixa Lusàcia, Eilemburg, Groitsch i Rochltz. Dièteric va morir el 1185 i el succeí Dedi V, el qual va morir no gaire després, cap al 1190, i el va succeir el seu fill Conrad II, amb el qual la línia es va extingir el 1210. Otó va ser succeït pel seu fill Albert l'Altiu i quan aquest va morir el 1195 el va heretar el seu germà Dièteric el Valent que va heretar les possessions de la línia de Conrad II. Dièteric el Valent va morir el 1221 i el va succeir el seu fill Enric l'Il·lustre. El 1265 va procedir al repartiment del seu extens patrimoni entre els seus tres fills, repartiment que va quedar completat a la seva mort el 1288. Enric es va reservar de per vida Meissen i Baixa Lusàcia i va donar les possessions del Palatinat de Saxònia i el landgraviat de Turíngia al seu fill Albert. El segon fill Dièteric va rebre Landsberg i Osterland, i el tercer fill Frederic va rebre Dresden.

## Els Wettin a Saxònia
La línia Landsberg-Osterland es va extingir a la mort de Diètric el 1285. Dresden es va extingir amb la mort de Frederic el 1288. I la línia principal representada per Albert, que va rebre Baixa Lusàcia i Meissen del pare en el repartiment final al morir aquest últim va reunir tots els dominis. El 1289 Adolf de Nassau va adquirir Turíngia. Les altres possessions van passar als fill d'Albert: Diessman (Baixa Lusàcia) i Frederic Tutta (Meissen i el Palatinat Saxó). Frederic Tutta havia heretat a més a més Landsberg i Osterland el 1185 però el 1291 va cedir aquest últim territori al seu germà Diessman, i el Landsberg va passar a Brandenburg. El 1298 Turíngia va tornar a mans d'Albert que va establir una indivísió entre ell mateix i els seus dos fills. A la mort d'Albert, i també de Diessman, el 1307, Frederic Tutta va governar Turíngia, el Palatinat Saxó, Baixa Lusàcia, Osterland i Meissen fins al 1323 en què va morir i el va succeir el seu fill Frederic II el greu, que va governar del 1323 al 1349. A la seva mort els seus tres fills Frederic III, Baltasar i Guillem I van governar en indivís però el 1381, al morir Frederic III, els altres dos germans es van repartir l'herència: Baltasar va rebre Turíngia i Guillem el Meissen. Els fills de Frederic III, Frederic el combatent, Guillem Frederic i Jordi van governar la resta en indivís, i el 1402 va morir Jordi i van quedar només els altres dos. El 1406 va morir Baltasar i les seves possessions van passar a Frederic el combatent; un any després va morir Guillem I i les seves possessions es van repartir entre els dos germans que governaven en indivís. El 1425 va morir Guillem Frederic i Frederic el combatent va reunir tota l'herència, fins que va morir el 1428; llavors l'herència va tornar a passar en indivís als quatre fills: Frederic VI el benigne, Guillem II el Valent, Enric i Segismund. Enric va morir el 1435 i Segismund es va ordenar sacerdot i es va retirar el 1437. Fins al 1445 els dos germans van seguir governant junts però el 1445 es van repartir l'herència i Frederic II (1445-1464) el benigne es va quedar amb Meissen i Saxònia i Guillem II (1445-1482) el Valent amb Turíngia i Osterland.
Per el període subsegüent vegeu Turíngia i Saxònia

## Comtes, marcgravis, landgravis i burggravis de la família Wettin
- Burkhard I, comte de Grabfeld o Grabfeldgau, 858-866
- Burkhard II, comte de Grabfeldgau, 866-908
- Burkhard III, comte de Wettin i Grabfeldgau, 908-?
- Dedi, comte de Hessegau, ?-957
- Diètric, I comte de Hessegau, 957-976
- Dedi I, comte del nord del Hessegau o Hosgau, de Saezsee i de Wilderbach, burggravi de Zorvig, 976-1009
- Frederic, comte de Eilemburg i Merseburg, palgravi de Saxònia, senyor de Gosek, 957-1015
- Dieteric II, comte del nord del Hessegau o Hosgau, de Saezsee, de Wilderbach, de Brehna i de Eilemburg, burggravi de Zorvig, marcgravi de Niederlausitz (Baixa Lusàcia), 1009/1015-1034
- Dedi II, marcgravi de Niederlaussitz, comte de Eilemburg, administrador del marcgraviat de Meissen, 1034 -1075 (administrador, 1068-1075)
- Enric I el Vell, marcgravi de Niederlausitz, comte de Eilemburg i marcgravi de Meissen, 1075-1103 (Meissen, 1088)
- Enric II el Jove, 1102-1123
- Timó I, comte de Wettin, Brehna, Kostritz i Groitsch-Rochlitz, 1075-1091
- Conrad el Gran, comte de Brehna, Camburg i Goritsch-Rochlitz, marcgravi de Meissen i Laussitz, 1091-1156 (Meissen i Lausitz o Lusàcia, des de 1123)
- Dedi V el Fort, comte de Groitsch-Rochltz i de Eilenburg, marcgravi de Niederlausitz, 1156-1190
- Dieteric, comte de Landsberg, 1156-1185 (a Dedi V el 1185)
- Otó el Ric, marcgravi de Meissen, 1156-1190
- Conrad II, comte de Groitsch-Rochltz i de Eilenburg, marcgravi de Niederlausitz, 1190-1210
- Albert l'Altiu, marcgravi de Meissen, 1190-1195
- Dieteric el Valent, marcgravi de Meissen, Lusàcia i Landsberg, 1195-1221
- Enric III l'Il·lustre, 1221-1288 (de Meissen i Lusàcia, 1265-1288)
- Albert de Saxònia-Palatinat i Turíngia, 1265-1307
- Dieteric, comte de Landsberg i Osterland, 1265-1285
- Frederic I de Dresden, 1265-1288
- Diessman de Lusàcia, 1289-1307 (d'Osterland, 1291-1307)
- Frederic I Tutta de Meissen i del Palatinat Saxó, 1289-1223 (de Lusàcia i Meissen, 1307-1323)
- Frederic II el Greu, 1323-1349
- Frederic III, 1349-1381
- Baltasar I, 1349-1406 (de 1381 a 1406, de Turíngia)
- Guillem I, 1349-1407 (de 1381 a 1407, de Meissen)
- Frederic IV de Turíngia, 1406-1440
- Frederic V el Combatent, 1381-1428
- Guillem Frederic, 1381-1425
- Jordi, 1381-1402
- Frederic VI el Benigne, 1428-1464 (des 1445 a 1464, de Meissen i Saxònia)
- Guillem II el Valent, 1428-1482 (des 1445 a 1482, de Turíngia i Osterland)
- Enric, 1428-1435
- Segimon, 1428-1437